# Мађарска на Европском првенству у атлетици у дворани 2017.
Мађарска је учествовала на 34. Европском првенству у дворани 2017 одржаном у Београду, Србија, од 3. до 5. марта. Ово је било тридесет четврто европско првенство у дворани на коме је Мађарска учествовала, односно учествовала је на свим првенствима до данас. Репрезентацију Мађарске представљало је 15 такмичара (7 мушкараца и 8 жена) који су се такмичили у 12 дисциплина (6 мушких и 6 женских).
На овом првенству Мађарска је заузела 10 место по броју освојених медаља са 2 медаље (1 златна и 1 бронзана). У табели успешности према броју и пласману такмичара који су учествовали у финалним такмичењима (првих 8 такмичара) Мађарска је са 3 учесника у финалу заузела 15 место са 19 бодова. Поред освојене медаље такмичари из Мађарске оборили су један национални и један лични рекорд.
| Пл. | Земља    | 1. место | 2. место | 3. место | 4. место | 5. место | 6. место | 7. место | 8. место | Бр. фин. Бод. |
| --- | -------- | -------- | -------- | -------- | -------- | -------- | -------- | -------- | -------- | ------------- |
| 15. | Мађарска | 1 - 8    | –        | 1 – 6    | 1 – 5    | –        | -        | -        | -        | 3 - 19        |

## Учесници
| Мушкарци: - Јанош Шипош — 60 м - Балаж Виндич — 800 м - Тамаш Кази — 1.500 м - Балаш Баји — 60 м препоне - Валда Шуч — 60 м препоне - Петер Бакоши — Скок увис - Иштван Вировец — Скок удаљ | Жене: - Анастазија Нгујен — 60 м - Бианка Кери — 800 м - Луца Козак — 60 м препоне - Грета Керекеш — 60 м препоне - Фани Шмелц — Скок удаљ - Анита Мартон — Бацање кугле - Ђерђи Живоцки-Фаркаш — Петобој - Ксенија Крижан — Петобој |  |

## Освајачи медаља (2)

### Злато (1)
- Анита Мартон - Бацање кугле

### Бронза (1)
- Ђерђи Живоцки-Фаркаш — Петобој

## Резултати

### Мушкарци
| Атлетичар      | Дисциплина   | Лични рекорд | Квалификације   | Квалификације   | Полуфинале            | Полуфинале            | Финале                | Финале  | Детаљи |
| Атлетичар      | Дисциплина   | Лични рекорд | Резултат        | Место           | Резултат              | Место                 | Резултат              | Место   | Детаљи |
| -------------- | ------------ | ------------ | --------------- | --------------- | --------------------- | --------------------- | --------------------- | ------- | ------ |
| Јанош Шипош    | 60 м         | 6,71         | 6,77            | 5. у гр. 4      | Нису се квалификовали | Нису се квалификовали | Нису се квалификовали | 15 / 26 |        |
| Балаж Виндич   | 800 м        | 1:48,00      | 1:49,18         | 5. у гр. 1      | Нису се квалификовали | Нису се квалификовали | Нису се квалификовали | 14 / 24 |        |
| Тамаш Кази     | 1.500 м      | 3:40,05      | 3:47,64         | 4. у гр. 2      |                       |                       | Није се квалификовао  | 12 / 22 |        |
| Балаш Баји     | 60 м препоне | 7,56         | Дисквалификован | Дисквалификован | Нису се квалификовали | Нису се квалификовали |                       |         |        |
| Валда Шуч      | 60 м препоне | 7,92         | Није стартовао  | Није стартовао  | Нису се квалификовали | Нису се квалификовали |                       |         |        |
| Петер Бакоши   | Скок увис    | 2,20         | 2,10            | 17.             | Нису се квалификовали | 17 / 19               |                       |         |        |
| Иштван Вировец | Скок удаљ    | 7,72         | 7,59            | 14.             | Нису се квалификовали | 14 / 18 (20)          |                       |         |        |

### Жене
| Атлетичарка       | Дисциплина   | Лични рекорд | Квалификације | Квалификације | Полуфинале            | Полуфинале            | Финале                | Финале       | Детаљи |
| Атлетичарка       | Дисциплина   | Лични рекорд | Резултат      | Место         | Резултат              | Место                 | Резултат              | Место        | Детаљи |
| ----------------- | ------------ | ------------ | ------------- | ------------- | --------------------- | --------------------- | --------------------- | ------------ | ------ |
| Анастазија Нгујен | 60 м         | 7,32         | 7,53          | 6. у гр. 3    | Нису се квалификовале | Нису се квалификовале | Нису се квалификовале | 32 / 37 (38) |        |
| Бианка Кери       | 800 м        | 2:03,00      | 2:07,71       | 5. у гр. 1    | Нису се квалификовале | Нису се квалификовале | Нису се квалификовале | 19 / 19      |        |
| Луца Козак        | 60 м препоне | 8,23         | 8,14 КВ, ЛР   | 3. у гр. 1    | 8,27                  | 7. у гр. 1            | Нису се квалификовале | 13 / 22 (37) |        |
| Грета Керекеш     | 60 м препоне | 8,17         | 8,24 кв, ЛРС  | 4. у гр. 3    | 8,23 ЛРС              | 6. у гр. 2            | Нису се квалификовале | 12 / 22 (37) |        |
| Фани Шмелц        | Скок удаљ    | 6,30         | 6,05          | 15.           |                       |                       | Нису се квалификовале | 15 / 17      |        |
| Анита Мартон      | Бацање кугле | 19,33 НР     | 18,44 КВ      | 1.            | 19,24 СРС, ЕРС        |                       |                       |              |        |

#### Петобој
| Дисциплина   | Ђерђи Живоцки-Фаркаш | Ђерђи Живоцки-Фаркаш | Ђерђи Живоцки-Фаркаш | Ђерђи Живоцки-Фаркаш | Ђерђи Живоцки-Фаркаш | Ђерђи Живоцки-Фаркаш |
| Дисциплина   | Лич. рек.            | Резултат             | Бод.                 | Плас.                | Укупно               | Плас.                |
| ------------ | -------------------- | -------------------- | -------------------- | -------------------- | -------------------- | -------------------- |
| 60 м препоне | 8,44                 | 8,47 ЛРС             | 1.024                | 7.                   | 1.024                | 7.                   |
| Скок увис    | 1,85                 | 1,81 ЛРС             | 991                  | 6.                   | 2.015                | 5.                   |
| Бацање кугле | 14,54                | 14,95 ЛР             | 858                  | 2.                   | 2.873                | 3.                   |
| Скок удаљ    | 6,28                 | 6,38 ЛР              | 969                  | 2.                   | 3.842                | 3.                   |
| 800 м        | 2:13,91              | 2:15,86              | 881                  | 6.                   | 4.723                | 3.                   |
| Петобој      | 4.691                |                      |                      |                      | 4.723 ЛР             |                      |

| Дисциплина   | Ксенија Крижан | Ксенија Крижан | Ксенија Крижан | Ксенија Крижан | Ксенија Крижан | Ксенија Крижан |
| Дисциплина   | Лич. рек.      | Резултат       | Бод.           | Плас.          | Укупно         | Плас.          |
| ------------ | -------------- | -------------- | -------------- | -------------- | -------------- | -------------- |
| 60 м препоне | 8,38           | 8,30 ЛР        | 1.061          | 2.             | 1.061          | 2.             |
| Скок увис    | 1,78           | 1,81 ЛР        | 991            | 9.             | 2.052          | 3.             |
| Бацање кугле | 14,31          | 14,24          | 810            | 6.             | 2.776          | 4.             |
| Скок удаљ    | 6,17           | 6,09           | 877            | 7.             | 3.739          | 5.             |
| 800 м        | 2:15,23        | 2:15,08 ЛР     | 992            | 4.             | 4.631          | 4.             |
| Петобој      | 4.533          |                |                |                | 4.631 ЛР       | 4 / 15         |